# Balthasar Russow

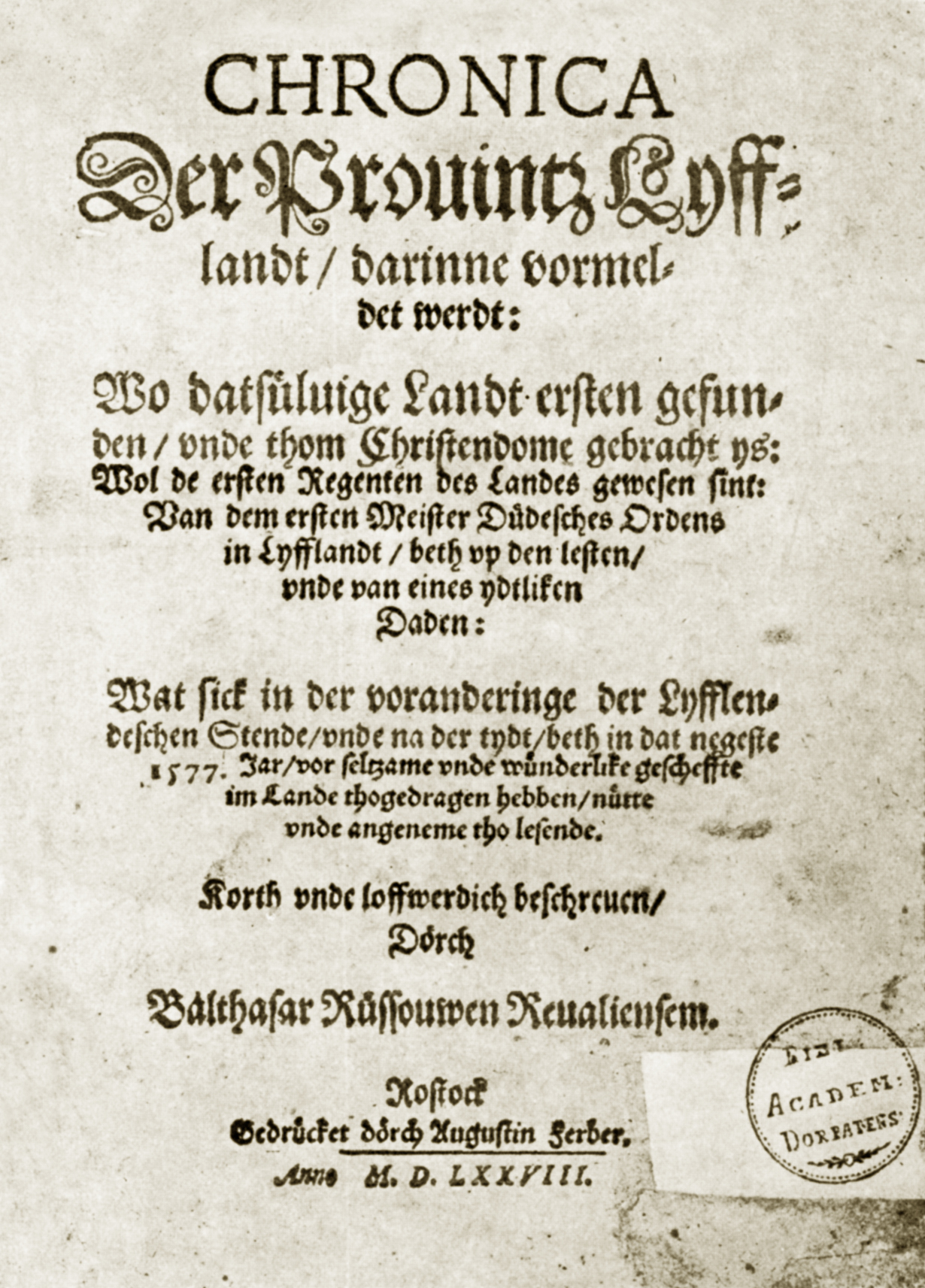
Russows Chronica der Provinz Lyfflandt. Titelblad till utgåvan 1578.

Balthasar Russow, född 1536 i Reval, död 23 eller 24 november 1600 på samma ort, var en av de viktigaste krönikeskrivarna i Livland och Estland.

## Biografi
Balthasar Russow (även Rüssow eller Ruessow) föddes under blygsamma förhållanden i Reval. Flera historiker har diskuterat frågan om Russow hade tyskt eller estniskt ursprung. Under åren 1559 till 1562 studerade han vid Akademin i Stettin i Pommern. Russow avslutade sina studier med en magistergrad. En kort tid uppehöll han sig i Wittenberg och Bremen innan han på grund av sin fars bortgång återvände till Reval. År 1563 blev han diakon. Från 1566 till sin död 1600 var han en ansedd luthersk pastor i den estniska stadsförsamlingen vid Helgeandskyrkan (på estniska Pühavaimu kirik) i Reval.

### Familj
Balthasar Russow var gift tre gånger: först med Elsbet Ganander (1571), sedan med Margarethe (1582), dotter till biskopen i Reval Johannes Robertus von Geldern, och slutligen med köpmansdottern Anna Bade (1593), en styvdotter till rådmannen och borgmästaren i Reval Heinrich von Lohn.

## ”Chronica der Provinz Lyfflandt”
Balthasar Russow är framför allt känd för sin Chronica der Provinz Lyfflandt. Verket trycktes första gången år 1578 i Rostock och sålde snabbt slut. År 1584 utkom i Barth en andra, omarbetad upplaga. I sin krönika beskriver Russow Livlands historia från 1100- till 1500-talet. Den är avfattad på lågtyska. Han beskriver särskilt utförligt Livländska ordens nedgång och det livländska kriget (1558–1583). Krönikan är en av de viktigaste källorna till områdets historia. Russow är mycket kritisk mot det livländska överskiktet och dess låga moral men han beskriver också de estniska bönderna som obildade och fångade i hednisk tradition. De värvade knektarnas härjningar under det livländska kriget beskriver han utförligt. Han hyser dock sympatier för Sverige som ny regional makthavare.

## Källutgåvor
- Scriptores rerum Livonicarum. Sammlung der wichtigsten Chroniken und Geschichtsdenkmale von Liv-, Ehst- und Kurland, in genauem Wiederabdrucke der besten, bereits gedruckten, aber selten gewordenen Ausgaben. Erste Lieferung. Eduard Frantzen's Verlags-Comptoir, Riga und Leipzig 1846.
- Balthasar Rüssow's Livländische Chronik. Aus dem Plattdeutschen übertragen und mit kurzen Anmerkungen versehen von Eduard Pabst. Reval 1848.
- Russow, B: Revals belägring 1570 och 1577, efter en samtidig Balthasar Russows skildring. Litteraturblad för allmän medborgerlig bildning 8 (1854), s. 240-247, Helsingfors
- Russow, B: Liivinmaan kronikka 1584, Suomalaisen Kirjallisuuden Seura 2004, Helsinki, ISBN 951-746-652-8